# Margit Hofer
Margit Hofer (* 18. Jänner 1964 in Salzburg) ist eine ehemalige österreichische Politikerin (ÖVP) und Managerin. Hofer war von 1994 bis 2004 Abgeordnete zum Salzburger Landtag.

## Ausbildung und Beruf
Margit Hofer wurde in der Stadt Salzburg geboren und besuchte von 1970 bis 1974 die Volksschule in Herrnau (Stadtteil Salzburg-Süd). Sie absolvierte nach der Volksschule von 1974 bis 1978 das Wirtschaftskundliche Realgymnasium in Salzburg und wechselte im Jahr 1978 an das Bundes-Oberstufenrealgyimiasium in Salzburg. 1982 legte sie am Oberstufenrealgymnasium die Matura ab. Nach dem Abschluss ihrer Schulbildung begann Hofer 1983 eine Ausbildung zur radiologisch-technischen Assistentin am Landeskrankenhaus Salzburg. Sie schloss ihre Ausbildung 1984 ab und war danach von 1984 bis 1985 als Assistentin bei einem Lungenfacharzt beschäftigt. 1985 übernahm sie die Stelle der Landesgeschäftsführerin der Österreichischen Frauenbewegung in Salzburg, 1995 wechselte sie als Außendienstmitarbeiterin zur Salzburger Landesversicherung, wobei sie dort bis 2004 beschäftigt war. Daneben absolvierte Hofer zwischen 1987 und 2003 ein Studium der Rechtswissenschaften an der Universität Salzburg, das sie 2003 mit dem akademischen Grad Mag. iur. abschloss. Nach ihrem Ausscheiden aus dem Landtag wurde sie 2004 Centermanagerin von „Medicent Salzburg“  und 2006 von „Medicent Linz“. Seit dem Jahr 2009 ist Margit Hofer als Managing Partner bei ISG Personalmanagement tätig. Sie ist in der Tätigkeit als Personalberaterin und im Headhunting erfolgreich.

## Politik und Funktionen
Hofer war von 1995 bis 2004 Landesleiterin der Österreichischen Frauenbewegung in Salzburg und fungierte zwischen 1997 und 2004 als stellvertretende Landesleiterin der „Katastrophenhilfe Österreichischer Frauen“. Sie gründete 1998 den Klub „Freunde von Europe Alive“ und stand dem Klub bis 2004 als Präsidentin vor. Zwischen dem 2. Mai 1994 und dem 27. April 2004 gehörte sie als Abgeordnete dem Salzburger Landtag an, wobei sie ab 1999 auch Klubvorsitzender-Stellvertreterin des ÖVP-Landtagsklubs war. Des Weiteren war Hofer im Salzburger Landtag Vorsitzende des Bildungs-, Schul-, Sport- und Kulturausschusses. und Gesundheitssprecherin des ÖVP-Landtagsklubs.